# Galumna tokyoensis
Galumna tokyoensis är en kvalsterart som beskrevs av Aoki 1966. Galumna tokyoensis ingår i släktet Galumna och familjen Galumnidae. Inga underarter finns listade i Catalogue of Life.